# Riddes
Riddes é uma comuna da Suíça, situada no distrito de Martigny, no cantão de Valais. Tem 23,9 km² de área e sua população em 2018 foi estimada em 3.133 habitantes.